# Jurgen De Buysschere
Jurgen De Buysschere, né le 27 avril 1976 à Belœil en Région wallonne, est un coureur cycliste belge, professionnel de 1998 à 1999.

## Biographie
Il se distingue principalement dans les championnats nationaux sur piste durant sa période débutant et junior. Son père Christian De Buysschere et son oncle Guido Van Sweevelt ont eux aussi été coureurs cyclistes au niveau professionnel.
En 1996, 1998 et 1999, il court pour l'Équipe cycliste Chocolade Jacques-Wincor Nixdorf.

## Palmarès
- 1991
  - 3e du Circuit Het Nieuwsblad débutants
- 1992
  - Circuit Het Nieuwsblad débutants
  - 2e du championnat de Belgique de poursuite débutants
  - 3e du championnat de Belgique sur route débutants
  - 3e du championnat de Belgique de l'omnium débutants
- 1993
  - Champion provincial du Hainaut sur route juniors
  - 3e du championnat de Belgique de l'omnium débutants 
  - 3e du championnat de Belgique de l'américaine juniors
- 1994
  -  Champion de Belgique de l'omnium juniors
  - Champion provincial du Hainaut du contre-la-montre juniors
  - 2e du championnat provincial du Hainaut sur route juniors
  - 2e du championnat de Belgique de l'américaine juniors
  - 3e du Championnat de Belgique de la course aux points juniors
- 1995
  -  Champion de Belgique de l'américaine (avec Wim Beirnaert)
- 1996
  - 3e de l'Internatie Reningelst
- 2000
  - Circuit du Westhoek-Mémorial Stive Vermaut
- 2001
  - Grand Prix de Beuvry-la-Forêt
  - 2e du Circuit du Port de Dunkerque